# Durandé
Durandé é um município brasileiro do estado de Minas Gerais. Sua população em 2022 era de 7 817 habitantes, segundo o IBGE.

## História
A denominação Dores do Rio José Pedro era um povoado do município de Manhumirim, elevado a distrito em 1877. Como a lei que deu origem ao município não surtiu efeito, só em 1890 o distrito policial de Dores do Rio José Pedro foi elevado à categoria de distrito de paz. Em 1923, sua denominação foi mudada para Dores do José Pedro e, em 1928, transferiu-se a sede do distrito para o povoado de Durandé, no mesmo distrito. Um ano depois, recebeu o nome de Durandé. O município foi criado em 1992.

## Geografia
Durandé realiza a Festa do Café com Leite– FECALD em agosto, com exposição agropecuária, concurso leiteiro, show, rodeios, desfiles, leilões, torneio de vôlei, corrida rústica e atividades culturais. Um evento favorável à diversão e conhecimento de gente nova.
Os distritos dentro do município são: São João da Figueira, criado pela Lei estadual 143, de 22 de março de 1999, e São José da Figueira, criado pela Lei estadual 144, de 22 de março de 1999.